# Mai 1767
Cette page présente les faits marquants du mois de mai 1767.

## Événements
- 28 mai : Traité hispano-marocain de 1767 signé entre l’Empire espagnol et l’Empire chérifien à Marrakech[1].